# GSC3986-3481
GSC3986-3481 — хімічно пекулярна зоря спектрального класу A3, що має видиму зоряну величину в смузі V приблизно 10,8.